# Tobe
Tobe, tevba ili teoba (tur. tōvbe ← arap.),  u islamu je kajanje, pokajanje. Jedna je od čovječjih obveza prema Alahu, Bogu Stvoritelju. Pod njome se podrazumijeva analiziranje učinjenih djela i preispitivanje posljedica svog djelovanja na ovom svijetu. Potpunost pokajanja zahtijeva više stvari. Nužan uvjet je unutarnja promjena u jednoj osobi tj. odluka da se ne ponovi određeni način života ili počinjeno nedjelo tj. grijeh. Uvjet je i baviti se posljedicama prethodnih djela, zato što ljudski postupci mogu biti uzrokom uvrjede i duševne boli kod drugih osoba. Zato da bi pokajanje bilo potpuno treba zatražiti oprost od od onih koji su povrijeđeni. Potrebno je i zatražiti istigfar, oprost od Alaha za sva djela koja je muslimanski vjernik počinio a u suprotnosti su s Alahovim zapovijedima i zabranama.